# 13761 Dorristaylor
13761 Dorristaylor este un asteroid din centura principală de asteroizi.

## Descriere
13761 Dorristaylor este un asteroid din centura principală de asteroizi. A fost descoperit pe 26 septembrie 1998 la Socorro, New Mexico, în cadrul proiectului LINEAR. Asteroidul prezintă o orbită caracterizată de o semiaxă mare de 2,41 ua, o excentricitate de 0,12 și o înclinație de 2,5° în raport cu ecliptica.